# Janus Braspennincx
Adrianus Jacobus "Janus" Braspennincx, född 5 mars 1903 i Zundert, död 7 januari 1977 i Breda, var en nederländsk tävlingscyklist.
Braspennincx blev olympisk silvermedaljör i lagförföljelse vid sommarspelen 1928 i Amsterdam.